# Your Body Is a Wonderland
Your Body Is a Wonderland è un singolo del cantautore statunitense John Mayer, pubblicato il 14 ottobre 2002 come secondo estratto dal primo album in studio Room for Squares.

## Descrizione
Il brano è stato scritto dallo stesso John Mayer e prodotto da John Alagía.
Sulla copertina del singolo si staglia uno scatto in bianco e nero di John Mayer con una camicia bianca e le mani intrecciate sulle labbra seduto su un fianco del letto in una camera con una chitarra che giace sulle lenzuola alle sue spalle.
John Mayer ha dichiarato una volta durante il suo tour As/Is che il brano parlava delle "parti femminili", ma ha in seguito smentito questa affermazione. Durante la sua performance "VH1 Storytellers", ha affermato di aver scritto il brano a proposito della sua prima fidanzata a quattordici anni.
Secondo le note del libretto contenuto nel disco nel brano viene suonato un pianoforte giocattolo.

## Accoglienza
Nel 2003, per il brano John Mayer ha vinto un Grammy Award come miglior performance pop vocale maschile. Il brano è stato inserito alla posizione #28 nella classifica delle "50 peggiori canzoni di sempre" dalla rivista Blender.

## Video musicale
Il videoclip si apre in un appartamento fiancheggiato da grandi vetrate che si aprono sulle pareti attraverso cui filtra la luce del mattino, ed è interpretato dallo stesso cantante e dall'attrice Holly Lynch.